# Wahlkreis Dresden 2 (2004–2009)
Der Wahlkreis Dresden 2 (Wahlkreis 44) war ein Landtagswahlkreis in Sachsen. Er war einer von sechs Dresdner Landtagswahlkreisen und umfasste den gesamten Stadtbezirk Blasewitz, vom Stadtbezirk Loschwitz den statistischen Stadtteil Loschwitz/Wachwitz sowie vom Stadtbezirk Leuben den im gleichnamigen statistischen Stadtteil gelegenen statistischen Bezirk Dobritz-Süd. Bei der letzten Landtagswahl (im Jahr 2009) waren 72.615 Einwohner wahlberechtigt.

## Wahl 2009
| Amtliches Endergebnis der Landtagswahl am 30. August 2009 in Sachsen im Wahlkreis 044 Dresden 2 (Ergebnisse in Prozent) |

| Direktkandidat         | Partei          | Erststimmen in % | Zweitstimmen in % |
| ---------------------- | --------------- | ---------------- | ----------------- |
| Martin Modschiedler    | CDU             | 35,6             | 38,7              |
| Tilo Wirtz             | Die Linke       | 17,6             | 16,5              |
| Karl Nolle             | SPD             | 8,8              | 10,8              |
| Paul Lindner           | NPD             | 3,4              | 3,3               |
| Torsten Herbst         | FDP             | 13,2             | 11,1              |
| Karl-Heinz Gerstenberg | GRÜNE           | 19,2             | 14,0              |
| -                      | Tierschutz      | -                | 1,4               |
| -                      | PBC             | -                | 0,2               |
| Ricky Morchner         | BüSo            | 1,5              | 0,5               |
| -                      | DSU             | -                | 0,1               |
| -                      | REP             | -                | 0,1               |
| -                      | Freie Sachsen   | -                | 0,8               |
| -                      | FP Deutschlands | -                | 0,0               |
| -                      | Humanwirtschaft | -                | 0,1               |
| -                      | Piraten         | -                | 2,6               |
| -                      | SVP             | -                | 0,1               |
| Lothar Häupl           | Frieden         | 0,7              | -                 |

## Wahl 2004
Die Landtagswahl 2004 hatte folgendes Ergebnis:
| Direktkandidat         | Partei     | Erststimmen in % | Zweitstimmen in % |
| ---------------------- | ---------- | ---------------- | ----------------- |
| Steffen Heitmann       | CDU        | 38,7             | 40,6              |
| Ingrid Mattern         | PDS        | 23,1             | 21,3              |
| Karl Nolle             | SPD        | 9,5              | 9,1               |
| Karl-Heinz Gerstenberg | GRÜNE      | 13,8             | 12,4              |
| René Despang           | NPD        | 4,6              | 4,9               |
| Torsten Herbst         | FDP        | 8,8              | 6,8               |
| -                      | DSU        | -                | 0,2               |
| -                      | PBC        | -                | 0,4               |
| -                      | GRAUE      | -                | 1,5               |
| Ronny Leibelt          | BüSo       | 1,6              | 0,7               |
| -                      | AUFBRUCH   | -                | 0,5               |
| -                      | DGG        | -                | 0,3               |
| -                      | Tierschutz | -                | 1,3               |